# Villa de Beauséjour
Pour les articles homonymes, voir Beauséjour.
La villa de Beauséjour est une voie du 16e arrondissement de Paris, en France.

## Situation et accès
La villa de Beauséjour est une voie privée située dans le 16e arrondissement de Paris. Elle débute au 7, boulevard de Beauséjour et se termine en impasse.
Le quartier est desservi par la ligne 9, à la station de métro La Muette. La gare de Boulainvilliers de la ligne C se situe à proximité.

## Origine du nom

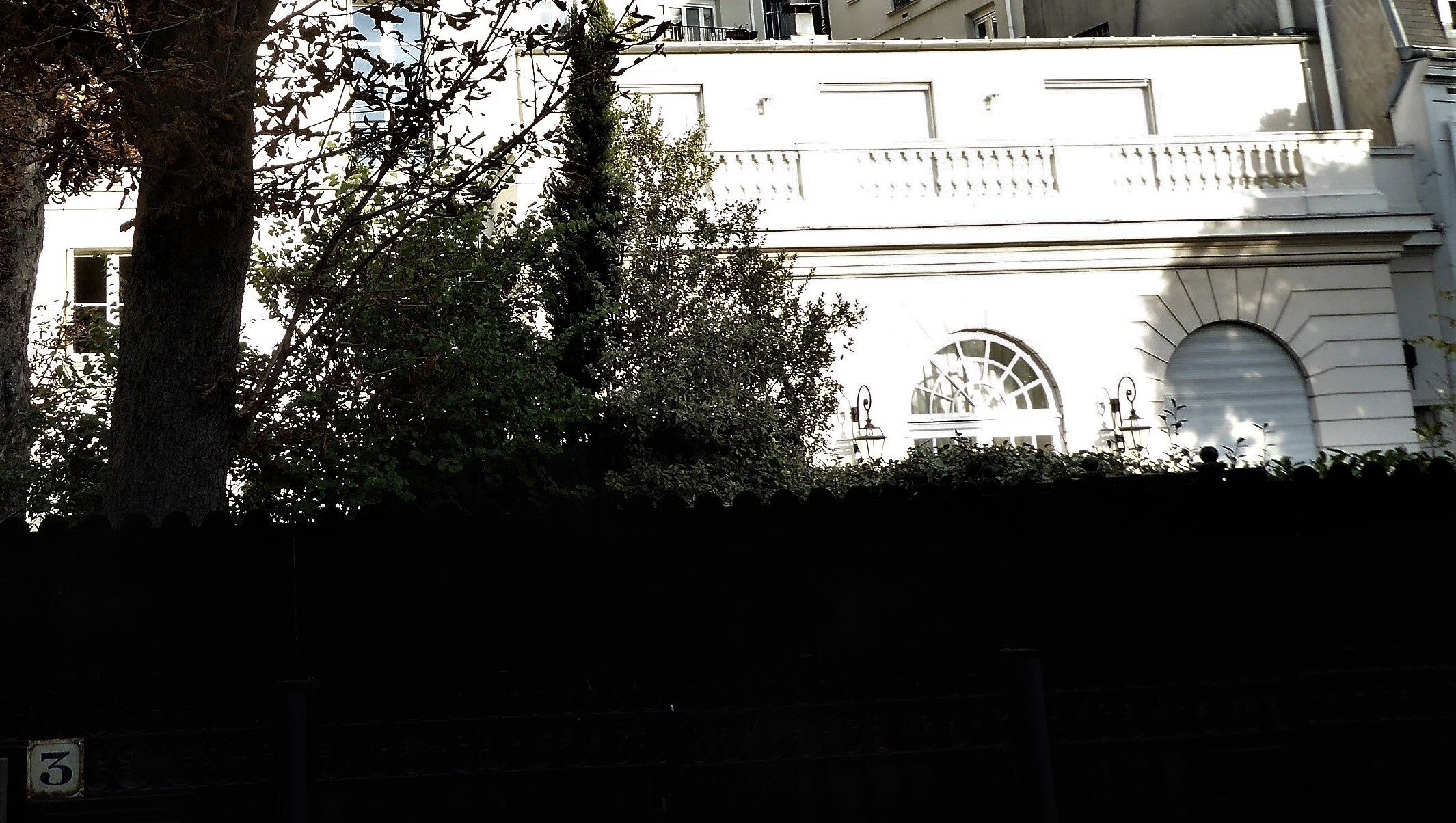
Ancienne maison d'Adolphe Alphand.

Cette voie doit son nom à la proximité du boulevard de Beauséjour.

## Historique
La villa de Beauséjour a été créée en 1856 peu après l'ouverture du chemin de fer d'Auteuil et du boulevard de Beauséjour sur une partie de l'ancien parc de Beauséjour par une société constituée de l'éditeur de musique Heugel et de deux autres propriétaires.
Adolphe Alphand, ingénieur des Jardins de Paris, y fit construire en 1866 une maison de style néo-classique où il vécut jusqu'à sa mort, en 1891.
Ce bâtiment fut surélevé d'un étage dans les années 1930. Une plaque côté rue lui rend hommage.

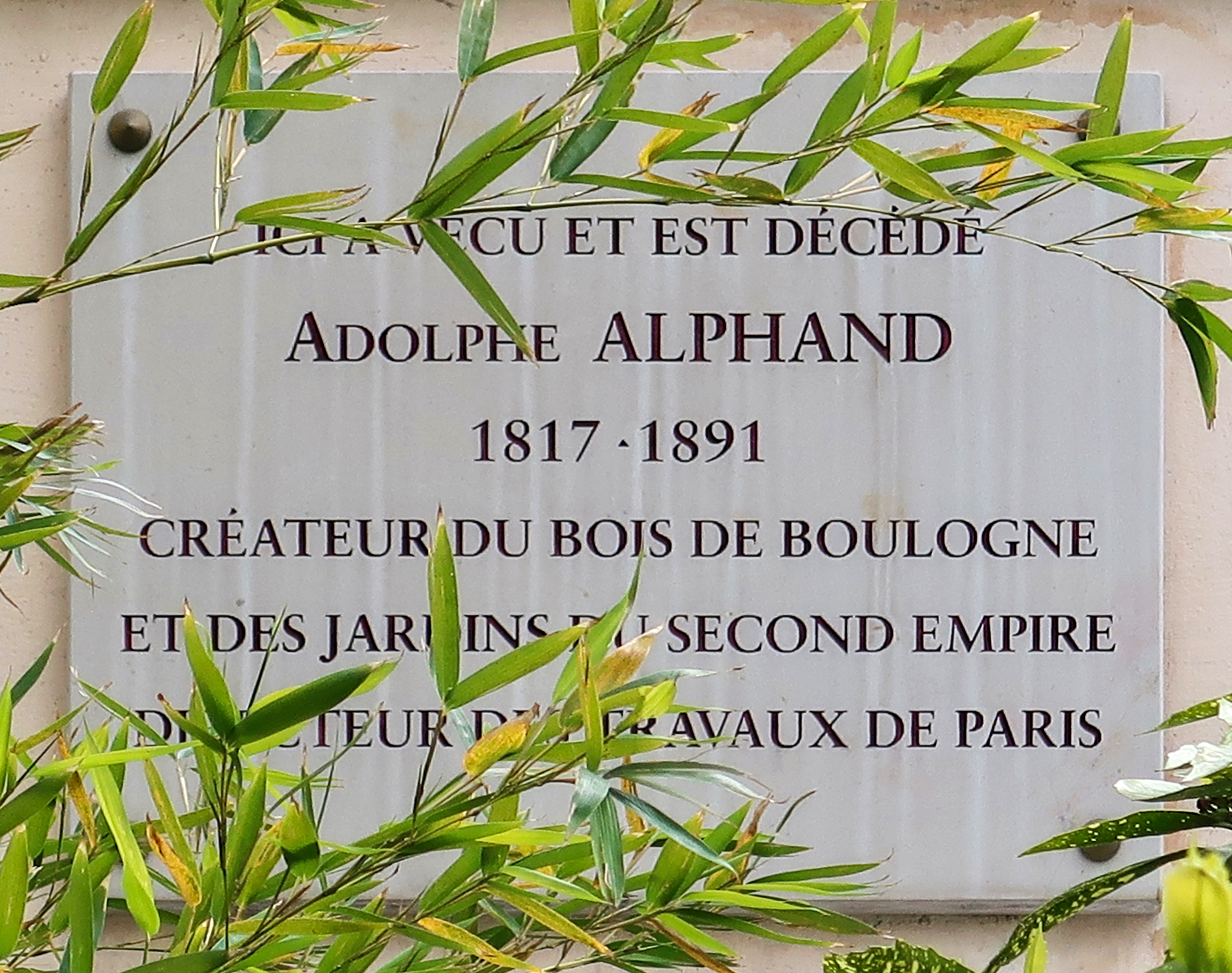
Plaque.
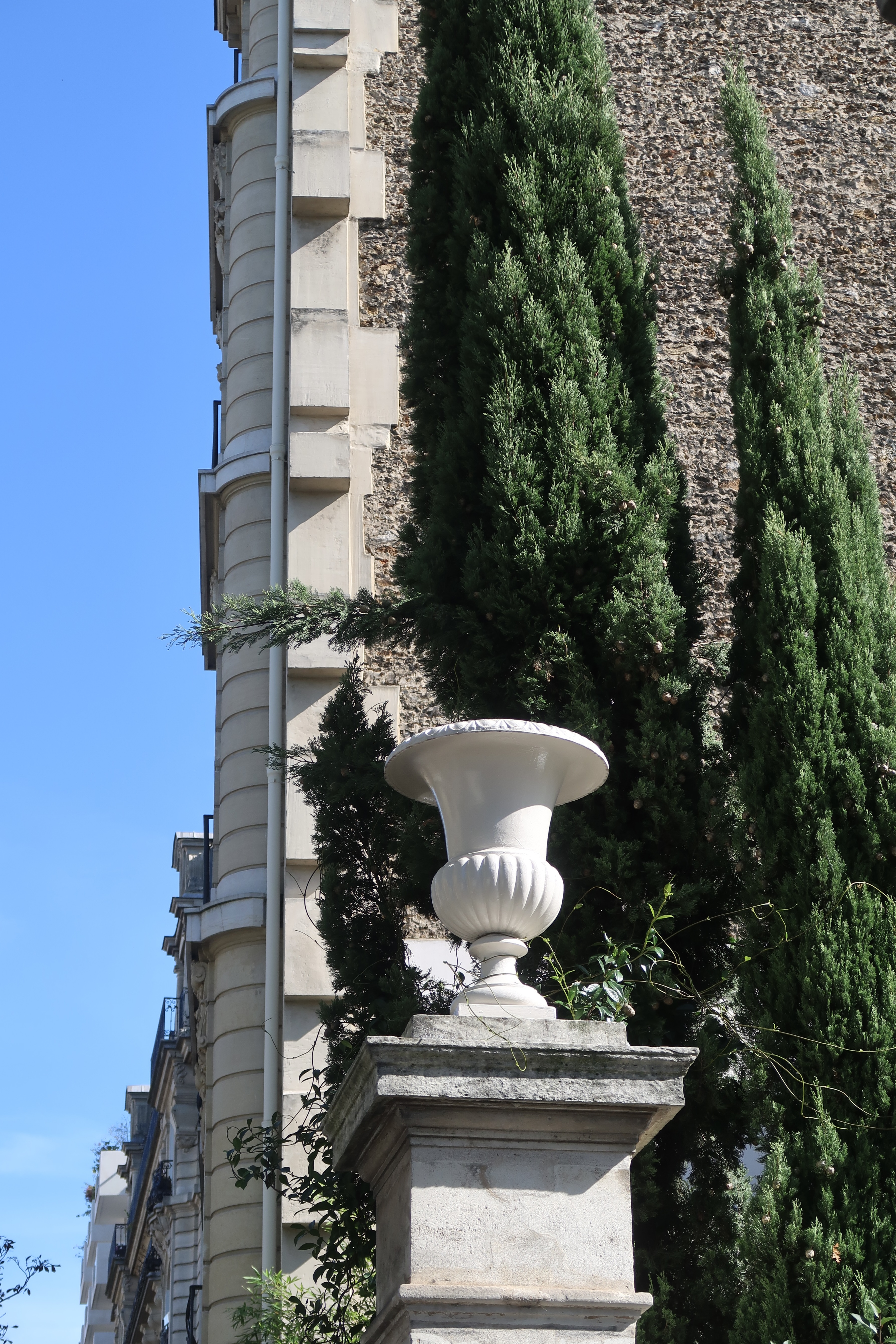
Vase au portail d'entrée.

## Bâtiments remarquables et lieux de mémoire
- Le romancier Paul Margueritte (1868-1918) y a vécu[1],[4].
- L'éditeur Jean-Quentin Gérard, qui deviendra chanteur sous le pseudonyme de Laroche Valmont, a vécu dans l'hôtel particulier à l'entrée de la voie, qui a ensuite été repris en 1977 par Julien Clerc et Miou-Miou.
- Le couple de chanteurs Michel Berger et France Gall y a vécu. En 1976, il y héberge la Québécoise Fabienne Thibeault, arrivée en France à la suite de son embauche pour le projet de Starmania[5]. Le titre du 5e album de Michel Berger, intitulé Beauséjour, fait référence à la villa[6].
- Ensemble d'isbas issues de l'Exposition universelle de 1867 inscrit à l'inventaire des monuments historiques en 1992[7].

Isbas de la villa de Beauséjour
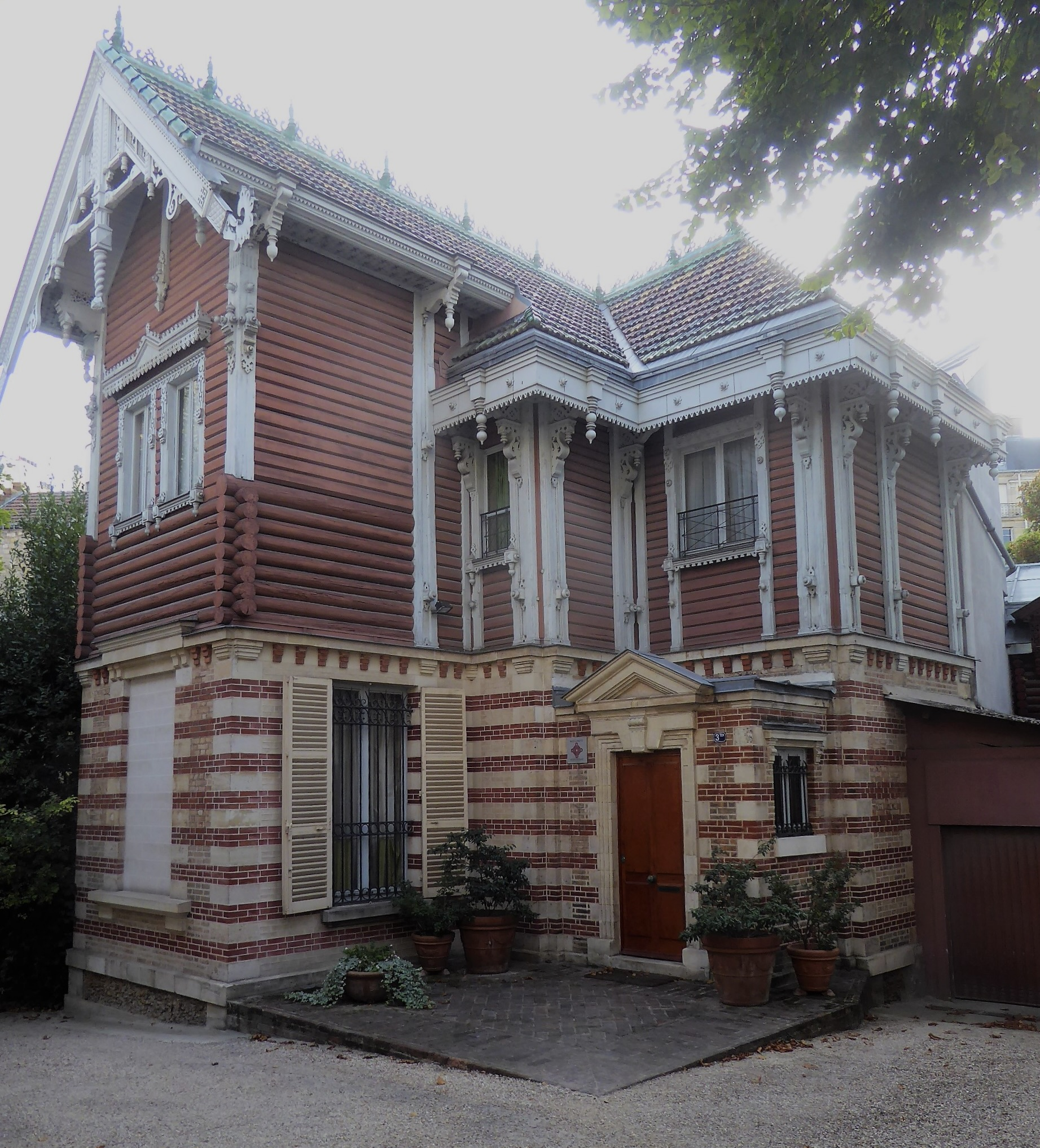
No 3 ter.
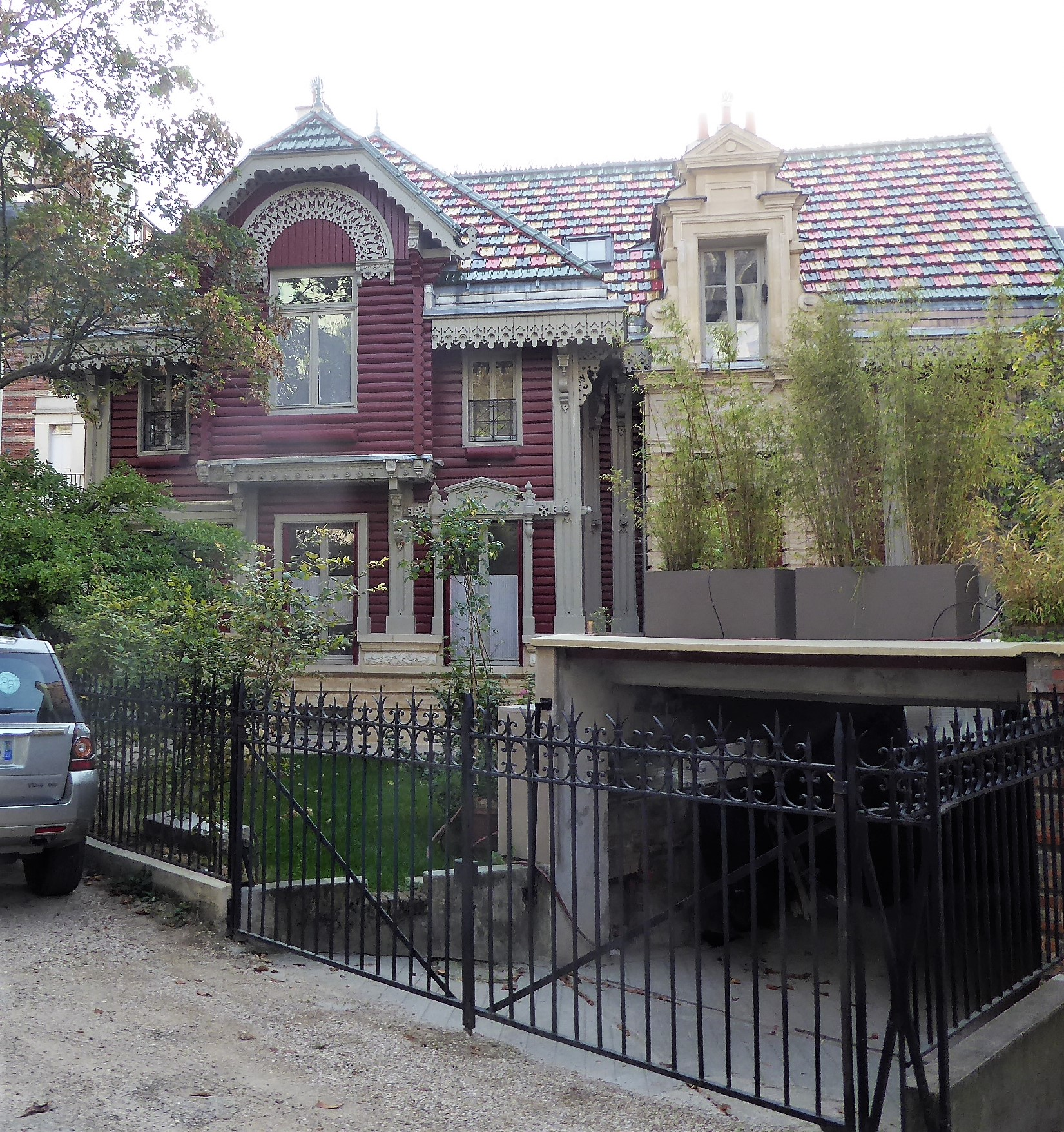
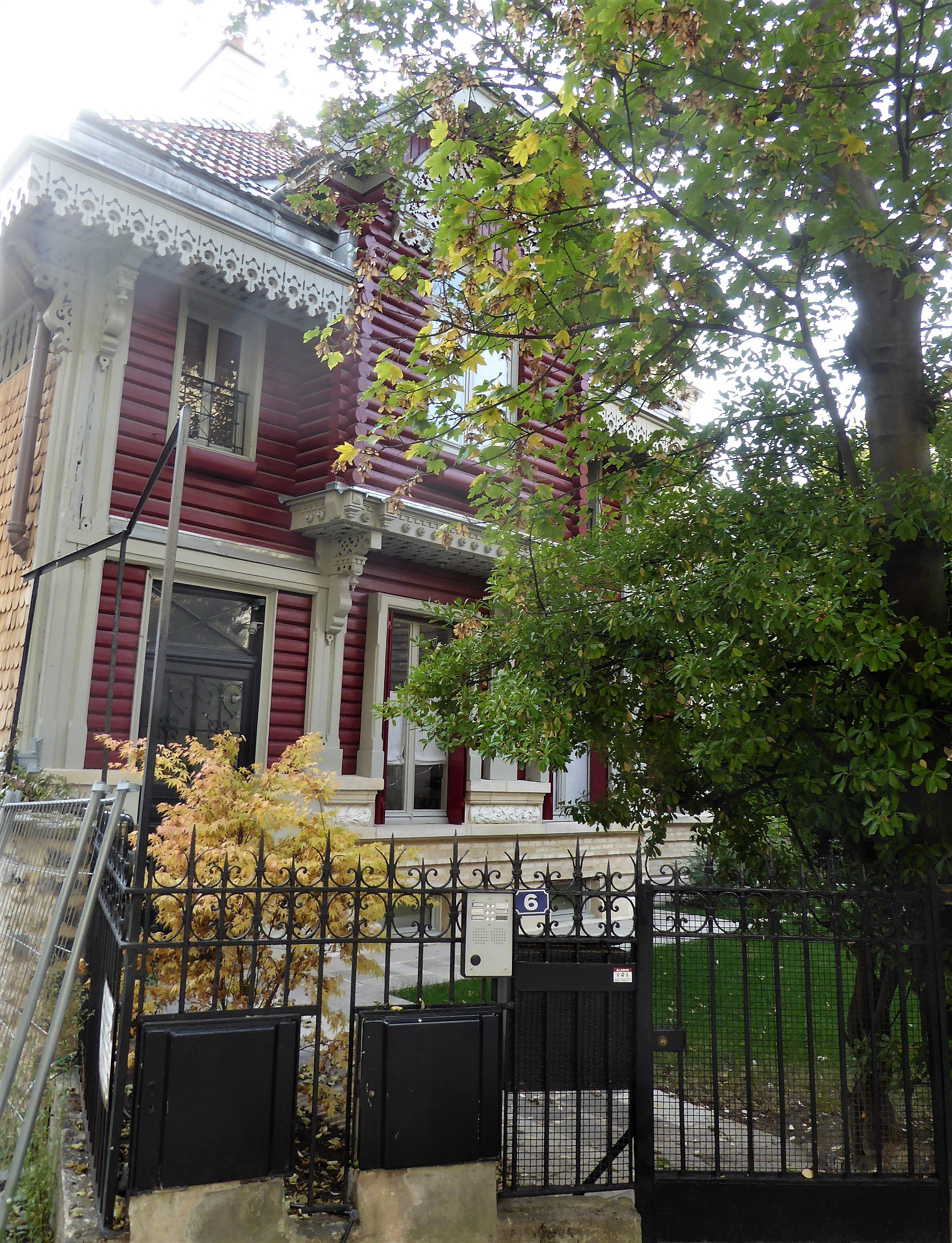